# 宇佐美氏
宇佐美氏（うさみし、うさみうじ）は、藤原南家の流れをくむ工藤氏の一族である伊東氏から派生した、伊豆国宇佐美庄を本貫とする氏族。宇佐見氏とも。
工藤氏の6代目であり伊東氏の祖でもある工藤祐隆の本領である、伊東庄・宇佐美庄を受け継いだ工藤祐継の子であり、工藤祐経の弟でもある祐茂（すけもち）が、宇佐美庄を受け継ぎ、宇佐美祐茂（宇佐美三郎）と称するようになったところから始まる。

## その他の宇佐美氏
上記の他、藤原北家流の駿河伊達氏の支流に宇佐美氏がある。陸奥宗光は同じく駿河伊達氏の支流である紀州伊達家の出身であるが、その父で紀州藩士の伊達千広（宗広）は、同じく藩士の宇佐美家から伊達家に養子入りしている。宇佐美実政など平姓宇佐美氏もあった。